# Alicularia succulenta
Alicularia succulenta là một loài rêu tản trong họ Jungermanniaceae. Loài này được (Rich. ex Lehm. & Lindenb.) Spruce miêu tả khoa học lần đầu tiên năm 1895.